# ستاد کل نیروهای مسلح اوکراین
ستاد کل نیروهای مسلح اوکراین (به اوکراینی: Генеральний штаб Збройних сил України) ستاد نظامی نیروهای مسلح اوکراین است. این ارگان مرکزی اداره نیروهای مسلح است و بر مدیریت عملیاتی نیروهای مسلح زیر نظر وزارت دفاع اوکراین نظارت دارد.
فرمانده ستاد کل نیروهای مسلح اوکراین توسط رئیس‌جمهور اوکراین که فرمانده کل نیروهای مسلح است منصوب می‌شود.
در ۲۸ مارس ۲۰۲۰ سمت فرماندهی کل نیروهای مسلح اوکراین از فرماندهی ستاد کل جدا شد. فرمانده فعلی ستاد کل سرهی شاپتالا و فرمانده کل والری زالوژنی است. ستاد کل در ساله‌ای ۱۹۹۱-۱۹۹۲ بر اساس مقر منطقه نظامی کی‌یف نیروهای مسلح شوروی سابق ایجاد شد.